# Norbert Lehn
Norbert Lehn (* 7. Juli 1955; † 29. März 2008) war ein deutscher Mikrobiologe und Hochschullehrer an der Universität Regensburg.

## Leben
Norbert Lehn studierte Medizin an der TU München, wo er 1983 promovierte. Er wurde als Universitätslehrer an die Universität Regensburg berufen. Bei seinem Tod hinterließ er eine Frau und zwei Kinder.

## Leistungen
Das Hauptforschungsthema von Norbert Lehn war das Helicobacter pylori. Zu Beginn der 1990er Jahre war Lehn einer der ersten Forscher, die die Theorie unterstützten, dass dieses Bakterium eine Hauptursache von Magengeschwüren und ein bedeutender Risikofaktor für Magenkarzinome ist. Er fand analoge Zusammenhänge in anderen Primaten.

## Schriften
- Prävalenz und Virulenzmechanismen von Helicobacter pylori bei Patienten mit Karzinom oder MALT-Lymphom des Magens. Habilitationsschrift. Technische Universität, München 1995, DNB 947597514.
- Udo Reischl, Stefan Emler, Zdenek Horak, Jarmila Kaustova, Reiner M. Kroppenstedt, Norbert Lehn, Ludmila Naumann: Mycobacterium bohemicum sp. nov., a new slow-growing scotochromogenic mycobacterium. In: International Journal of Systematic and Evolutionary Microbiology. vol. 48, no. 4, Oktober 1998. doi:10.1099/00207713-48-4-1349
- H. D. Schröder, C. Ludwig, W. Jakob, U. Reischl, M. Stolte, N. Lehn: Chronic gastritis in tigers associated with Helicobacter acinonyx. In: J Comp Pathol. 119, 1998, S. 67–73.